# 한국광복군 서명문 태극기
한국광복군 서명문 태극기(韓國光復軍 書名文 太極旗)는 충청남도 천안시 목천읍, 독립기념관에 있는 일제강점기의 태극기이다. 2008년 8월 12일 대한민국의 국가등록문화재 제389호로 지정되었다.

## 개요
광복군 제3지대 2구대에서 활동하던 문웅명(일명 문수열)이 간직한 태극기이다. 바탕에 결의를 다지는 글귀와 서명이 빼곡하고 나라사랑과 자유에 대한 굳건한 열망이 담겨있다.

## 참고 자료
- 한국광복군 서명문 태극기 - 국가유산청 국가유산포털